# Walldorf
Walldorf (phát âm tiếng Đức: [ˈvalˌdɔʁf] ⓘ; Nam Franconia: Walldoaf) là một thị trấn nằm ở huyện Rhein-Neckar-Kreis, thuộc bang Baden-Württemberg, Đức.

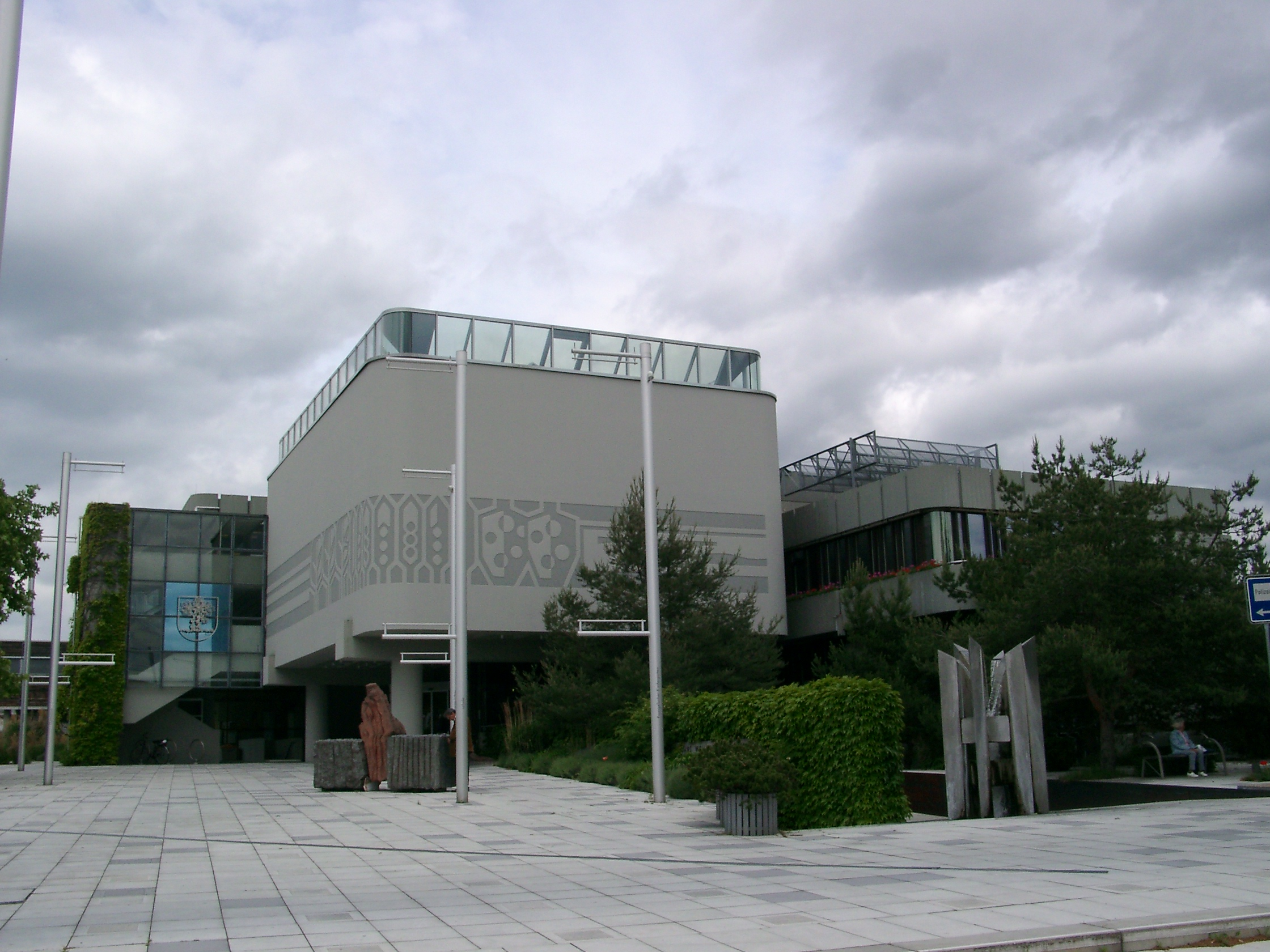
Tòa thị chính

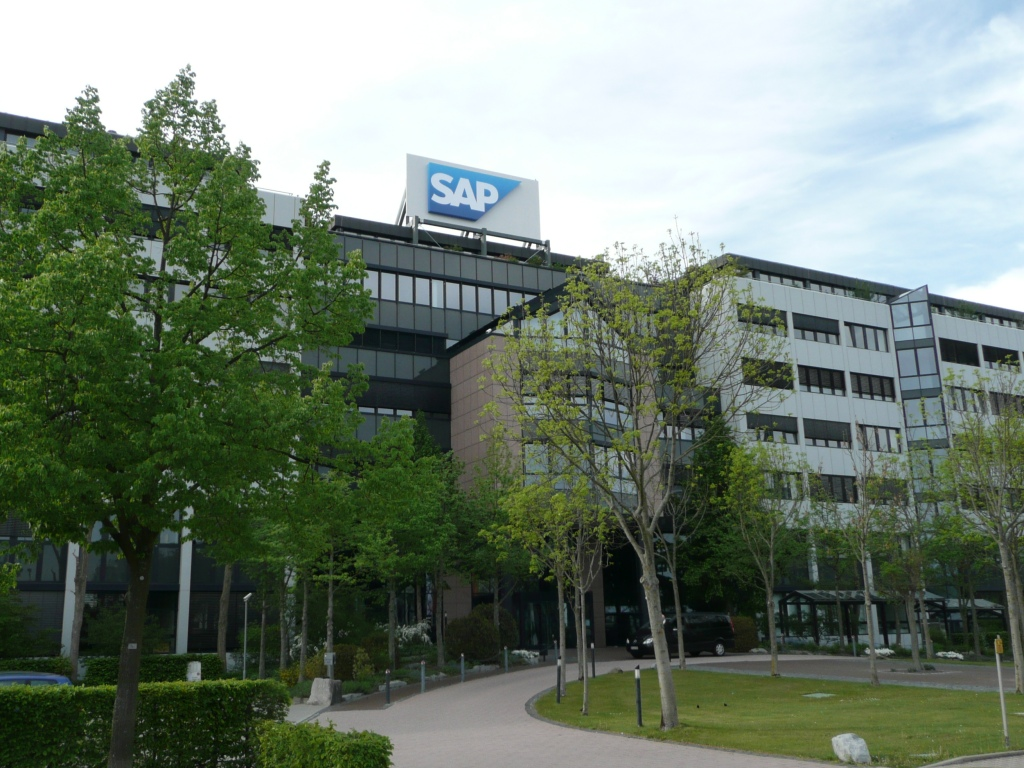
Trụ sở chính SAP SE